# Габозеро (озеро, Кончезерское сельское поселение)
Га́бозеро — озеро в Кондопожском районе Республики Карелия.

## Общие сведения
Озеро удлинённой формы, вытянуто с северо-запада на юго-восток. В восточной части расположены два залива.
Берега каменистые, в северной части — низкие, заболоченные.
В озеро с севера впадает ручей Раударга, сток через реку Габозерку в Пертозеро.
Высшая водная растительность представлена тростником, камышом, рдестами.
В озере обитают плотва, окунь, щука, ёрш, налим.
Озеро служит источником водоснабжения посёлка Марциальные Воды.